# Neoseiulus mazurensis
Neoseiulus mazurensis är en spindeldjursart som först beskrevs av Kropczynska 1965.  Neoseiulus mazurensis ingår i släktet Neoseiulus och familjen Phytoseiidae. Inga underarter finns listade i Catalogue of Life.